# Смарфит, Виктория
Викто́рия Сма́рфит (англ. Victoria Smurfit; 31 марта 1974, Дублин, Ирландия) — ирландская актриса
, блогер и общественный деятель.

## Биография
Виктория Смарфит родилась 31 марта 1974 года в Дублине (Ирландия) в одной из самых богатых ирландских семей, которая являлась спонсором ряда спортивных соревнований страны. Дядя Виктории — бизнесмен Майкл Смарфит.
Виктория окончила две английские школы — «St Columba’s College, Dublin» и «St. George’s School, Ascot», а затем поступила и окончила театральную школу «Bristol Old Vic Theatre School».

## Карьера
Виктория дебютировала в кино в 1995 году, сыграв роль Аннаг в фильме «Побег из страны». Всего Смарфит сыграла более чем в 35-ти фильмах и телесериалах.
Виктория пишет блоги для журнала «The Dubliner». Также Смарфит является членом детского благотворительного фонда «World Vision Ireland».

## Личная жизнь
В 2000—2015 годы Смарфит была замужем за рекламным руководителем Дугласом Бакстером, от которого у неё есть трое детей: две дочери, Эви Дороти Бакстер (род. 02.11.2004) и Ридли Белль Бакстер (род. 02.05.2007), и один сын — Флинн Александр Бакстер (род. 07.11.2008).

## Избранная фильмография
| Год       |     | Русское название                 | Оригинальное название     | Роль                       |
| --------- | --- | -------------------------------- | ------------------------- | -------------------------- |
| 1995      | ф   | Побег из страны                  | The Run of the Country    | Аннаг                      |
| 1996      | ф   | Лидер                            | The Leading Man           | Аннабель                   |
| 1997      | с   | Айвенго                          | Ivanhoe                   | леди Роуина                |
| 1997      | ф   | Итак, это и есть любовный роман? | So This Is Romance?       | Хелен                      |
| 1998      | с   | Беркли-сквер                     | Berkeley Square           | Ханна Рэндалл              |
| 1998—1999 | с   | Балликиссэнджел                  | Ballykissangel            | Орла О’Коннелл             |
| 2000      | ф   | Пляж                             | The Beach                 | девушка из прогноза погоды |
| 2000      | ф   | Свадебное снаряжение             | The Wedding Tackle        | Клода                      |
| 2000      | с   | Северный квартал                 | North Square              | доктор Хелен Феррихоуг     |
| 2000—2001 | с   | Холодные ступни                  | Cold Feet                 | Джейн Фицпатрик            |
| 2002      | ф   | Последняя Великая Дикость        | The Last Great Wilderness | Клэр                       |
| 2002      | ф   | Мой мальчик                      | About a Boy               | Сьюзи                      |
| 2003      | ф   | Пуленепробиваемый монах          | Bulletproof Monk          | Нина                       |
| 2003—2009 | с   | Испытание и возмездие            | Trial & Retribution       | Ройзин Коннор              |
| 2004      | с   | Дневники Алана Кларка            | The Alan Clark Diaries    | любовница Кларка           |
| 2006      | тф  | Собиратели ракушек               | The Shell Seekers         | Оливия Килинг              |
| 2009      | с   | Клиника                          | The Clinic                | доктор Эдель Свифт         |
| 2010      | с   | Мисс Марпл Агаты Кристи          | Agatha Christie's Marple  | Элла Блант                 |
| 2011      | тф  | Отчаянная невеста                | Honeymoon for One         | Хиллари                    |
| 2011      | кор | Правильные проводы               | A Proper Send-Off         | Наталия                    |
| 2012      | с   | Пропавший                        | Missing                   | Слоун                      |
| 2013—2014 | с   | Дракула                          | Dracula                   | леди Джейн Уэзерби         |
| 2014      | с   | Менталист                        | The Mentalist             | Моника Джиральди           |
| 2014      | ф   | Амнезия: Кто вы?                 | Amnesia: Who Are You?     | Моника                     |
| 2014      | ф   | Среди воронов                    | Among Ravens              | Эмма                       |
| 2014      | с   | Раш                              | Rush                      | Изабель                    |
| 2014      | ф   | Приманка                         | Bait                      | Бекс                       |
| 2014—2016 | с   | Однажды в сказке                 | Once Upon a Time          | Круэлла Де Виль            |
| 2016      | ф   | Лучшие фальшивые друзья          | Best Fake Friends         | Никки                      |
| 2017      | ф   | Семья Лир                        | The Lears                 | Диана                      |
| 2022      | с   | Человек, который упал на Землю   | The Man Who Fell to Earth | Пенни Морган               |
| 2024      | с   | Соперники                        | Rivals                    | Мод О’Хара                 |